# Philip Zimmermann

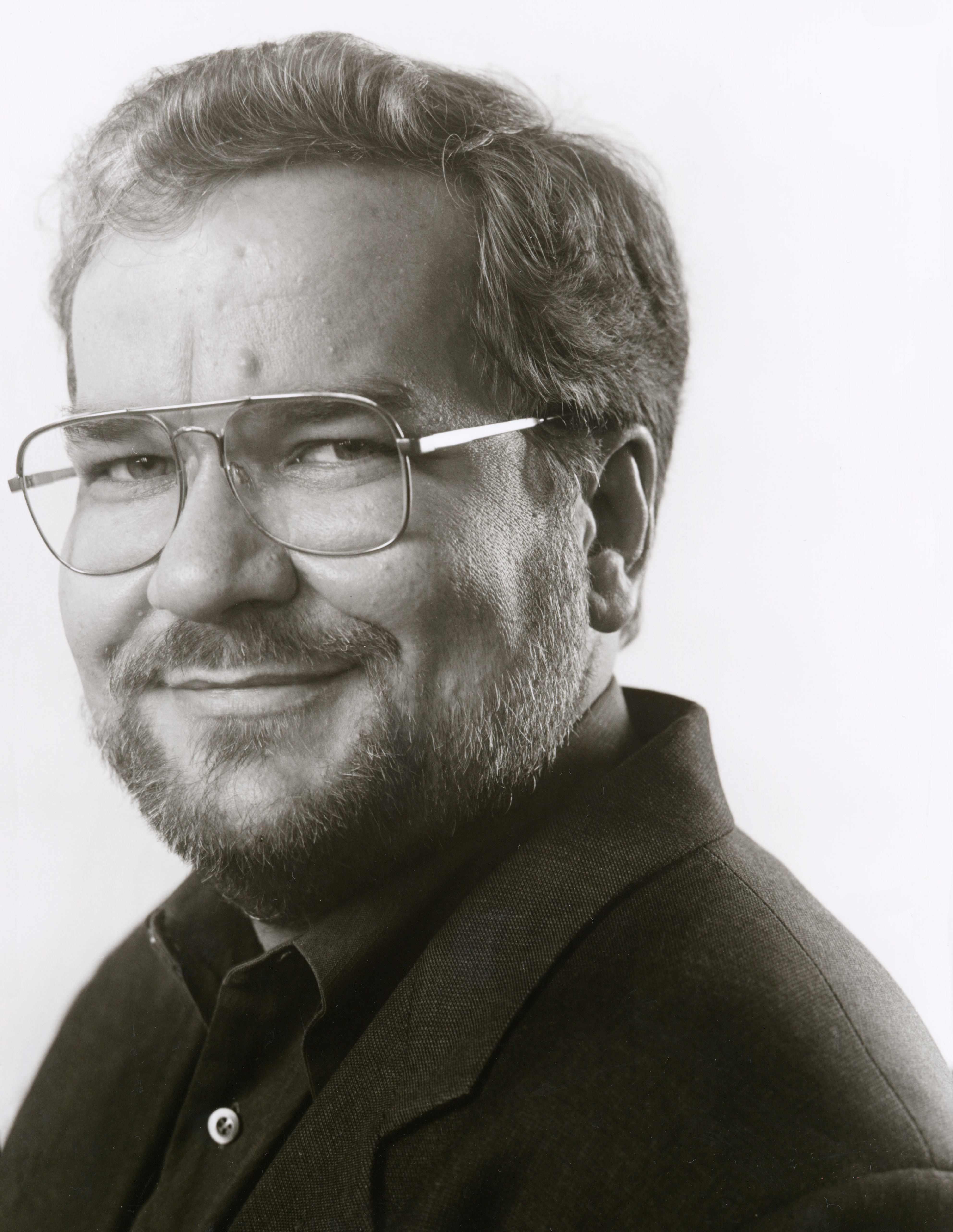
Phil Zimmermann is de ontwikkelaar van het populaire PGP-encryptiesysteem

Philip Zimmermann (Camden (New Jersey), 12 februari 1954) is een Amerikaans informaticus en cryptograaf. Zijn bekendste werk is het PGP-systeem, het meest gebruikte systeem ter wereld voor de encryptie van emailberichten.
Philip Zimmermann (meestal Phil genoemd) studeerde informatica aan de Atlantic University in Florida. Hij behaalde daar een bachelor of science, in 1978. De volgende 13 jaar was hij werkzaam in encryptie en andere beveiligingsprojecten, binnen de Amerikaanse strijdkrachten en voor commerciële instellingen. Rond 1990 raakte hij betrokken bij een project om emailberichtenverkeer te beveiligen, met een oog op toepassing als ondersteuning voor mensenrechtenorganisaties. Het resultaat was de eerste versie van Pretty Good Privacy (PGP), in 1991. Het was ook meteen de eerste implementatie van asymmetrische cryptografie met gebruik van publieke sleutels die voor iedereen vrij verkrijgbaar was.
In 1991 was de productie en export van cryptografische software vanuit de Verenigde Staten nog verboden. De publicatie van PGP als freeware op het internet leidde dan ook tot een drie jaar durend onderzoek tegen Zimmermann door de Amerikaanse douane. De Amerikaanse overheid besloot in 1996 echter om de zaak zonder aanklachten te laten varen, waarop Zimmermann het bedrijf PGP Incorporated oprichtte.
PGP Inc. werd in december 1997 opgekocht door Network Associates (NAI), waarbij Zimmermann aangenomen werd als Senior Fellow — hij bleef er drie jaar werken. Door verschil van inzicht over de te varen koers verliet Zimmermann het bedrijf in 2000 en begon hij geld in te zamelen om PGP terug te kopen. Dit lukte in 2002 en PGP werd ondergebracht bij een holding genaamd PGP Corporation, waar Zimmermann actief is als bijzonder adviseur en consultant. Daarnaast is hij een fellow van het Centrum voor Internet en Maatschappij van de Stanford Law School. Sinds 1 november 2016 is hij werkzaam aan de Technische Universiteit Delft als Associate Professor bij de Cyber Security afdeling.
Zimmermann ontwierp samen met Len Sassaman het Zimmerman-Sassaman key-signing-protocol.

## Prijzen
Hij heeft verschillende technische en humanitaire prijzen gewonnen voor zijn vooruitstrevende werk in de cryptografie:
- 2013: Opname door de Internet Society door opgenomen te worden in de Internet Hall of Fame.
- 2001: Inleiding in de CRN Industry Hall of Fame
- 2000: InfoWorld neemt hem op in de Innovatie Top 10 van de E-business
- 1999: Louis Brandeis Prijs van Privacy International
- 1998: Lifetime Achievement Award van Secure Computing Magazine
- 1996: Norbert Wiener Prijs voor Sociale en Professionele Verantwoordelijkheid voor zijn inzet voor de verantwoordelijke toepassing van technologie
- 1995: Chrysler Prijs voor Innovatie in Ontwerp
- 1995: Pioniersprijs van de Electronic Frontier Foundation
- 1995: Newsweek neemt Zimmermann op in de "Net 50", de 50 meest invloedrijke mensen op het internet